# Ononis alba
Ononis alba är en ärtväxtart som beskrevs av Jean Louis Marie Poiret. Ononis alba ingår i släktet puktörnen, och familjen ärtväxter.

## Underarter
Arten delas in i följande underarter:
- O. a. alba
- O. a. monophylla
- O. a. tuna